# Joan Santos
Joan Daniel Santos Pichardo (ur. 27 lipca 1994) − dominikański bokser kategorii średniej.

## Kariera amatorska
W listopadzie 2013 roku zdobył brązowy medal na igrzyskach boliwaryjskich w Chiclayo. Rywalizację na tych igrzyskach rozpoczął od ćwierćfinału, w którym pokonał reprezentanta Wenezueli Juana Rodrigueza, wygrywając przed czasem w pierwszej rundzie. W półfinale przegrał z Kolumbijczykiem Jorge Vivasem, zdobywając brązowy medal w kategorii średniej.